# Torrent (Girona)
Torrent (auch: Torrent d’Empordà) ist eine Gemeinde in der autonomen Region Katalonien in Spanien in der Provinz Girona mit 173 Einwohnern (Stand: 2024). 

## Lage
Torrent liegt etwa 26 Kilometer östlich von Girona und etwa 95 Kilometer nordöstlich von Barcelona nahe der Costa Brava in einer Höhe von ca. 45 m. 

## Bevölkerungsentwicklung
| Jahr      | 1970 | 1981 | 1991 | 2001 | 2011 | 2021 |
| Einwohner | 279  | 206  | 182  | 179  | 191  | 161  |

## Sehenswürdigkeiten

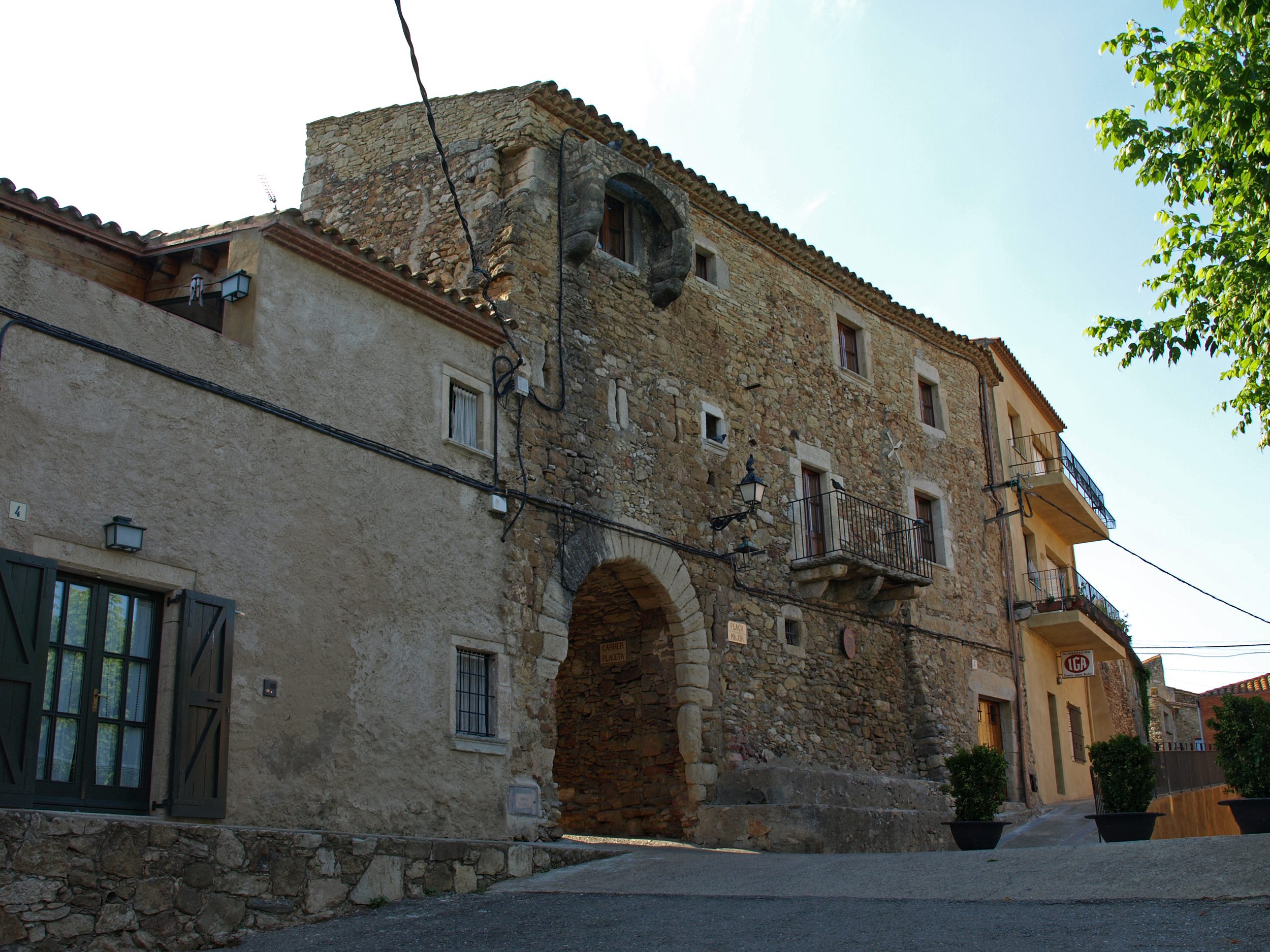
Burganlage von Torrent
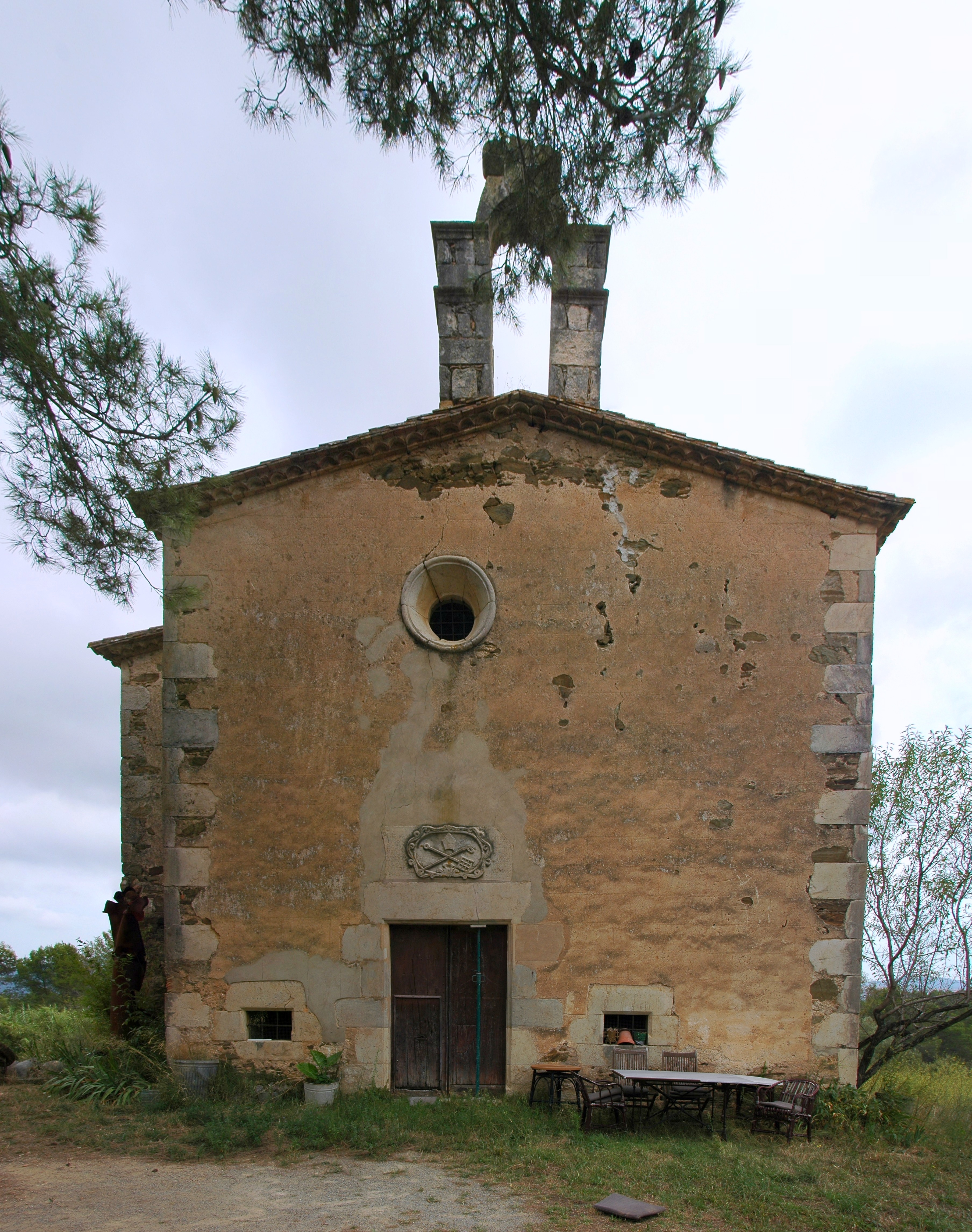
Lupuskirche
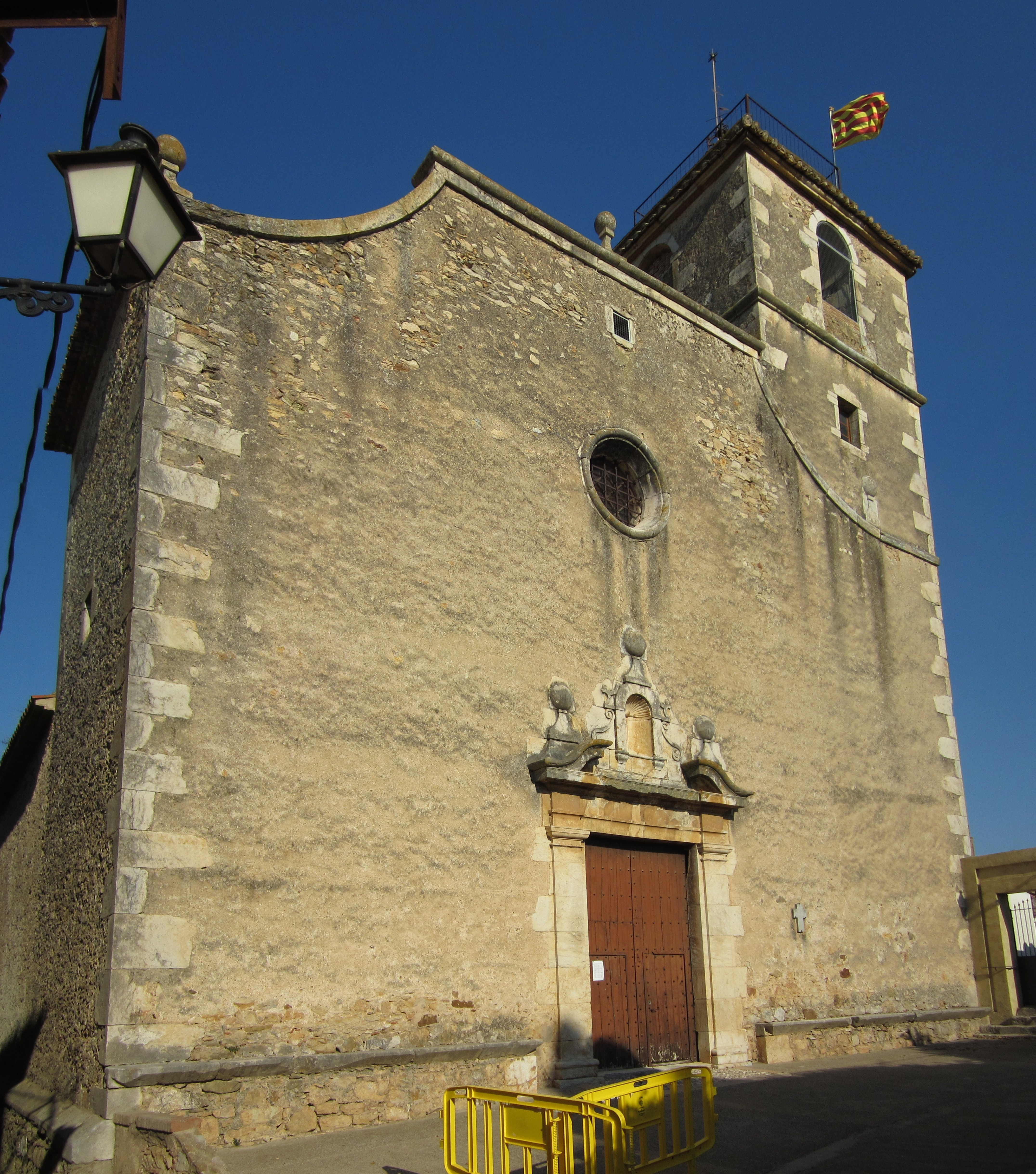
Vinzenzkirche
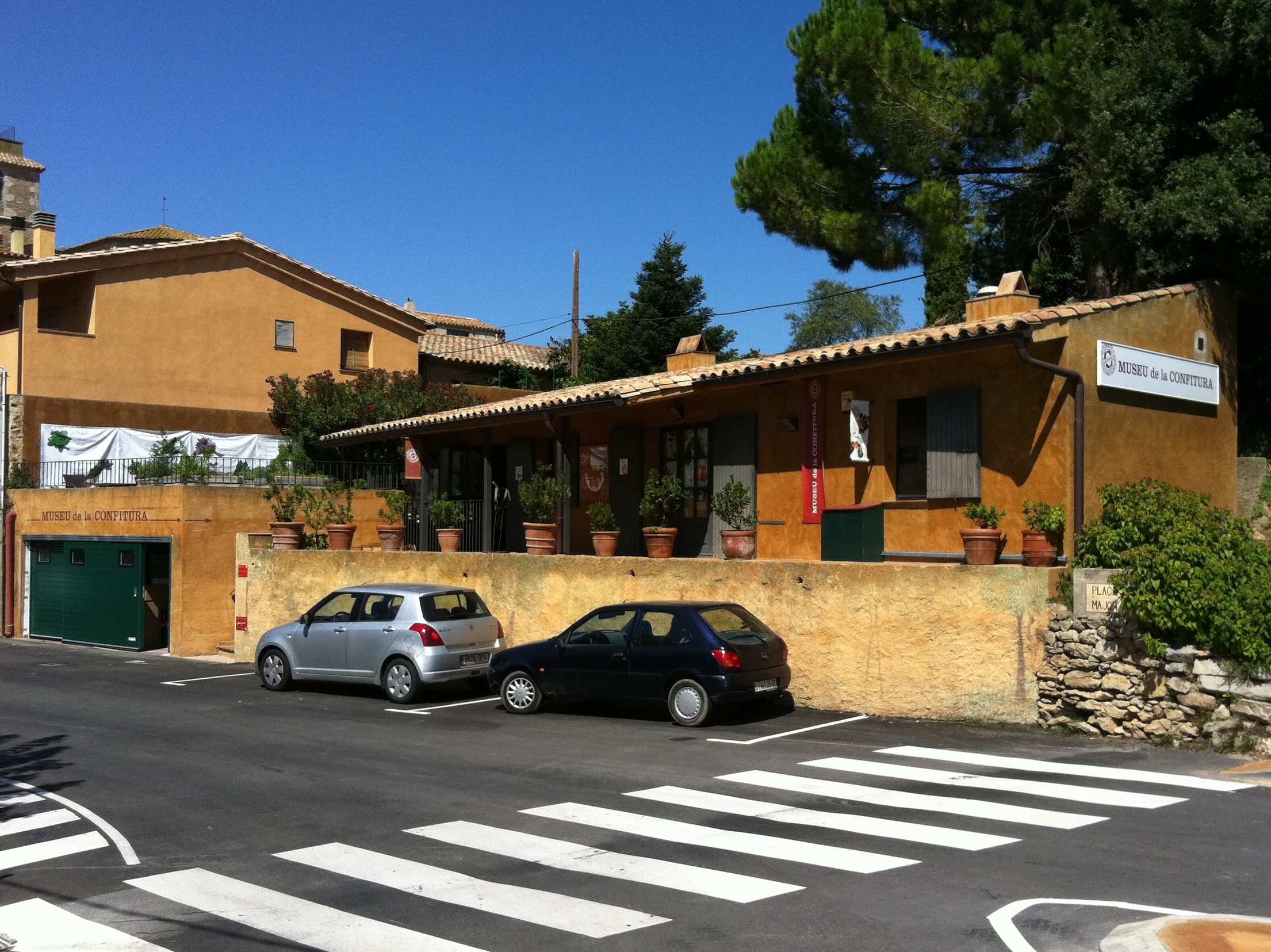
Marmeladenmuseum

- Burganlage von Torrent
- Lupuskirche
- Vinzenzkirche
- Marmeladenmuseum